# Michael Schumacher (ishockeyspelare)
Ej att förväxla med racerföraren Michael Schumacher.
Michael Schumacher, född 25 augusti 1993 i Örnsköldsvik, senare uppvuxen i Stenungsund, är en svensk före detta professionell ishockeyforward.